# 1824年6月26日日食
1824年6月26日日食为一次在协调世界时1824年6月26日（东半球为6月27日）出現的日全食。該次日食食分為1.0578，食甚維持4分31秒。

## 概述
這次日食的食分是1.0578，全食維持4分31秒。

## 基本參數
- 類型：日全食
- 食甚資料：
  - 日期：1824年6月26日
  - 時間：23時46分33秒
  - 地點：47N 171W
  - 食分：1.0578
  - 日全食持續時間：4分31秒

## 文獻記錄
中國史書《清實錄》記載，「道光四年甲申，六月癸巳朔，日食。」</ref>經後人推算，西元1824年6月27日中國時區上午6點19分，北京可見食分0.88。

## 外部連結
- NASA日食專頁（页面存档备份，存于）（英文）